# سمیه بن خلدون
سمیه بن خلدون (عربی: سمیة بن خلدون؛ ۱۳ مارس ۱۹۶۳ – ۲۸ ژوئن ۲۰۲۳) مهندس، سیاستمدار و فعال برابری جنسیتی اهل مراکش بود.
بن خلدون در ۱۳ مارس ۱۹۶۳ زاده شد. او که فارغ‌التحصیل مدرسه عالی محمدیه بود، در سال ۱۹۸۶ به‌عنوان مهندس دولتی شروع به کار کرد و در سال‌های ۱۹۸۷ تا ۱۹۹۴ در دانشکده عالی فناوری فاس، و سپس در سال‌های ۱۹۹۴ تا ۲۰۰۶ در دانشگاه ابن طفیل به‌عنوان استاد به تدریس مشغول بود. او همچنین به‌عنوان کارشناس در حوزهٔ زنان و توسعه با آیسسکو، سازمان آموزشی، علمی و فرهنگی اسلامی، همکاری داشت. علاوه بر این، او در سازمان‌ها و کمیته‌های مختلف در زمینهٔ برابری جنسیتی نیز فعال بوده‌است.
در ۱۰ اکتبر ۲۰۱۳، او به‌عنوان نمایندهٔ وزیر آموزش عالی، تحقیقات علمی و آموزش اجرایی در دولت بن کیران دوم منصوب شد. او در مهٔ ۲۰۱۵ از این سمت استعفا داد و جمیله الموسلی جایگزین او شد.
بن خلدون در ۲۸ ژوئن ۲۰۲۳ در سن ۶۰ سالگی درگذشت.